# Viktoria Saffe
Viktoria Saffe (geborene Müller; * 3. August 1914 in Hannover; † 21. April 1999 ebenda) war eine deutsche Sozialpolitikerin, die sich durch ihr vielfaches ehrenamtliches Engagement einen bleibenden Namen gemacht hatte.

## Leben

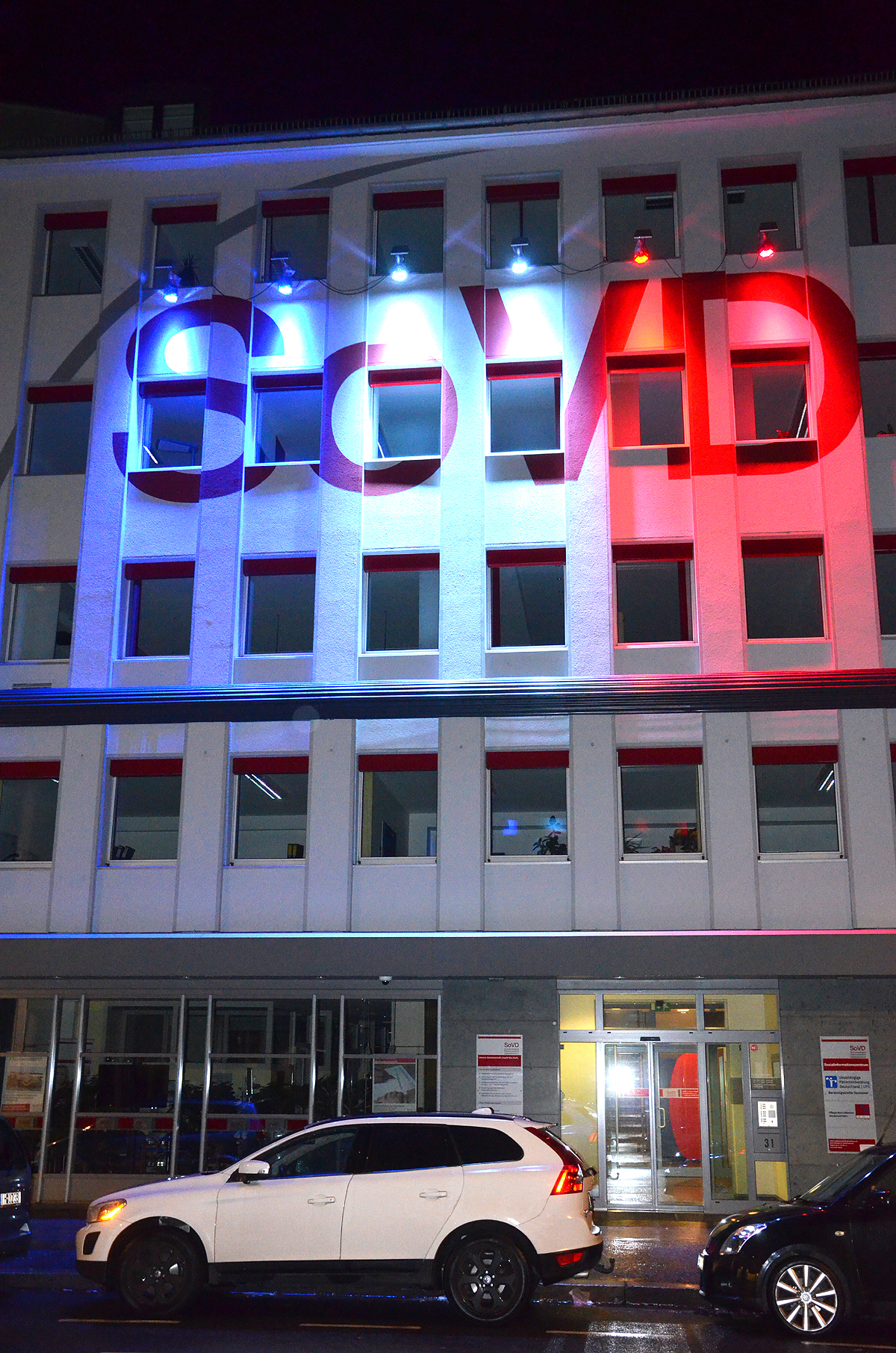
Gebäude des SoVD in der Herschelstraße in Hannover, eine der Wirkungsstätten von Viktoria Saffe;
hier 2015 in den Farben der Tricolore als Solidaritätsbekundung nach den Terroranschlägen am 13. November 2015 in Paris

Geboren noch zur Zeit des Deutschen Kaiserreichs in den ersten Tagen des Ersten Weltkrieges, durchlebte Viktoria Müller die Zeit der Weimarer Republik sowie die Zeit des Nationalsozialismus, in der nicht nur durch die Luftangriffe auf Hannover zehntausende Tote zu beklagen und hunderttausende Menschen obdachlos geworden waren in der beinahe zur Hälfte zerstörten Hauptstadt des zu gründenden Landes Niedersachsen. Noch zur Zeit der britischen Besatzungszone trat Viktoria Saffe 1947 dem Reichsbund der Körperbeschädigten, Sozialrentner und Hinterbliebenen bei, dem späteren Sozialverband Deutschland (SoVD). In ihrer Heimatstadt war sie eine der Mitgründerinnen der Ortsgruppe Hannover, wurde zur Schriftführerin und schließlich zur Vorsitzenden gewählt.
Mehr als ein halbes Jahrhundert setzte sich Viktoria Saffe konsequent für sozial schwache Menschen ein, leitete den SoVD-Ortsverband Kirchrode bis zu ihrem Tode. 41 Jahre lang war sie im Kreisvorstand Hannover-Stadt tätig, zu 13 Jahre lang im Landesvorstand. In ihrem Stadtteil Kirchrode setzte sie sich zudem beispielsweise für barrierefreie Telefonzellen und für Rollstuhlfahrer sowie Menschen mit Gehhilfen oder Rollatoren abgesenkte Bürgersteige ein.
1986 verlieh Bundespräsident Richard von Weizsäcker das Bundesverdienstkreuz an Viktoria Saffe, 1997 wurde sie zudem mit dem Bundesverdienstkreuz 1. Klasse ausgezeichnet. Der SoVD ehrte Saffe schließlich für 50 Jahre ehrenamtliches Engagement.
Viktoria Saffe, bestattet auf dem Stadtteilfriedhof Kirchrode, war die Mutter der SoVD-Bundesschatzmeisterin Ingeborg Saffe.

## Viktoria-Saffe-Weg
2001, nur gut ein Jahr nach dem Beschluss der hannoverschen Ratsversammlung von 1999, zukünftig verstärkt Straßen, Wegen, Plätzen und Brücken nach weiblichen Persönlichkeiten zu benennen, die Bedeutendes in Hannover geleistet haben, erhielt ein Weg in Kirchrode den Namen Viktoria-Saffe-Weg, unmittelbar neben dem Stadtteilfriedhof Kirchrode, auf dem Saffe beerdigt wurde. Zusätzlich wurde im April des Jahres 2005 ein gesonderte Legendentafel mit biographischen Hinweisen zu Viktoria Saffe an dem Straßenschild eingeweiht.